# NGC 5846A
NGC 5846A (другие обозначения — MCG 0-38-26, PGC 53930) — галактика в созвездии Дева.
Этот объект не входит в число перечисленных в оригинальной редакции «Нового общего каталога» и был добавлен позднее.